# Branka Veselinovic
Branka Veselinovic (Bečej, 16 de septiembre de 1918 - Belgrado, 8 de febrero de 2023; nombre de nacimiento Branka Ćosić), fue una actriz y activista serbia.

## Carrera artística
Nació como el sexta hija de la maestra Jovanka Monaševic y el bibliotecario Aleksandar Ćosić. Su familia alentó su desarrollo artístico y le enseñó a tocar el piano a temprana edad.
Estudió en el Teatro Nacional de Belgrado. 
Su carrera como actriz, que incluye 100 representaciones teatrales y 50 producciones de cine y televisión, abarcó más de 80 años. Gandadora del Premio por Lógro Sterija. Fue embajadora de Unicef.
Contrajo matrimonio con el actor y traductor Mlada Veselinovic. En 2022 a los 103 años, era la actriz activa de mayor edad en Serbia. Falleció el 8 de febrero de 2023 a los 104 años, en Belgrado.